# Placówka Straży Celnej „Nowa Obra”

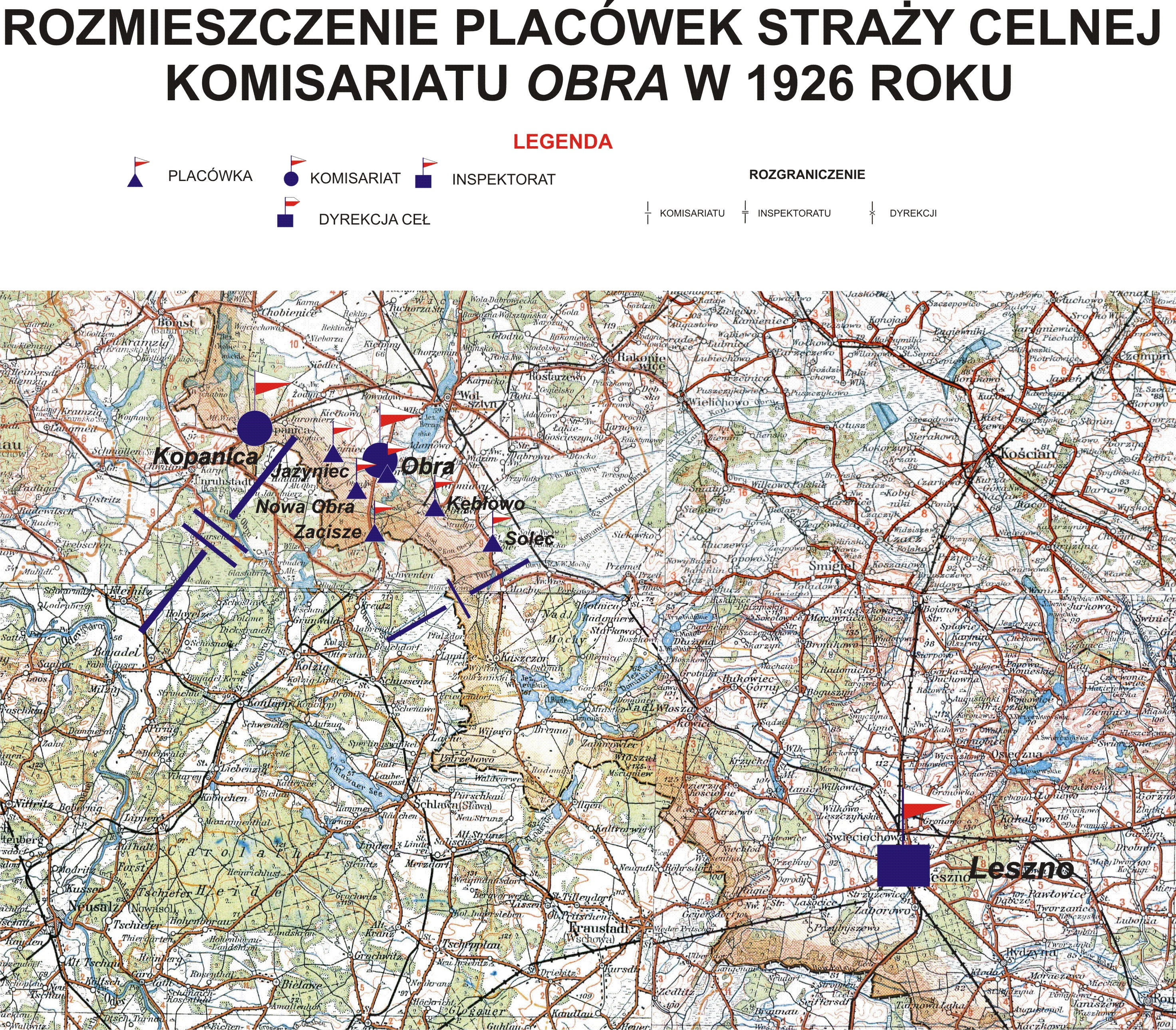
Rozmieszczenie placówek Straży Celnej Komisariatu Obra w 1926

Placówka Straży Celnej „Nowa Obra” – jednostka organizacyjna Straży Celnej pełniąca w okresie międzywojennym służbę ochronną na granicy polsko-niemieckiej.

## Formowanie i zmiany organizacyjne
Na wniosek Ministerstwa Skarbu, uchwałą z 10 marca 1920 roku, powołano do życia Straż Celną. Od połowy 1921 roku jednostki Straży Celnej rozpoczęły przejmowanie odcinków granicy od pododdziałów Batalionów Celnych. W 1921 roku we Wroniawach stacjonował sztab 2 kompanii 17 batalionu celnego. Kompania wystawiała między innymi placówkę w Nowej Obrze. Proces tworzenia Straży Celnej trwał do końca 1922 roku. Placówka Straży Celnej „Nowa Obra” weszła w podporządkowanie komisariatu Straży Celnej „Obra” z Inspektoratu SC „Leszno”.
W drugiej połowie 1927 roku przystąpiono do gruntownej reorganizacji Straży Celnej. W praktyce skutkowało to rozwiązaniem tej formacji granicznej. Ochronę północnej, zachodniej i południowej granicy państwa przejęła powołana z dniem 2 kwietnia 1928 roku Straż Graniczna. Służbę graniczną na odcinku rozwiązanej placówki SC przejęła placówka Straży Granicznej I linii „Obra”.

## Funkcjonariusze placówki
Kierownicy placówki
| stopień          | imię i nazwisko, numer      | okres pełnienia służby | kolejne stanowisko |
| ---------------- | --------------------------- | ---------------------- | ------------------ |
| starszy strażnik | Franciszek Jabłoński (1129) | był w 1926             |                    |

Obsada personalna placówki w 1926: 
- starszy strażnik Franciszek Jabłoński (1129)
- strażnik Antoni Stachowiak (1312)
- strażnik Jan Uciński (1223)
- strażnik Piotr Kubica (2458)